# Prozac+
Prozac+ est un groupe italien de punk rock, originaire de Pordenone, actif entre 1995 et 2006, puis en 2018. Le nom du groupe vient de l'antidépresseur fluoxétine, fabriqué par Eli Lilly and Company.

## Histoire
Prozac+ est formé en 1995 à Pordenone, en Italie. Les trois membres fondateurs du groupe sont Gian Maria Accusani alias « GM » (guitare et chant), Eva Poles (chant) et Elisabetta Imelio (basse). En été, après seulement trois concerts, le groupe signe au label Vox Pop, l'un des labels italiens les plus importants indépendants de l'époque. GM est un connaisseur de musique alternative qu'il a joué dans le groupe The Great Complotto. Leur premier album, Testa Plastica, sorti en 1996, est acclamé par la critique, mais se vend mal par suite de soucis de distribution ; leur label lance donc le groupe dans une tournée d'une année, pendant laquelle ils réalisent plus de 200 concerts. Testa Plastica est réédité en 1997, et comprend une reprise de la chanson de la chanson Gone Daddy Gone de Violent Femmes. Avec la fermeture de leur label Vox Pop, en septembre 1997, le groupe signe au label EMI Music, qui acquiert le catalogue et les groupes signés chez Vox Pop. Le groupe a l'occasion de tourner avec U2 pendant la phase italienne de leur tournée PopMart Tour à Rome et Reggio d'Émilie. 
Le succès du groupe, cependant, vient en 1998 avec la sortie du deuxième album Acido Acida, et avec le single Acida, qui, grâce à son style punk rock, devient un vrai succès, diffusé à plusieurs reprises à la radio et à la télévision musicale. L'album se vend à plus de 175 000 exemplaires, et son succès est confirmé par les deux autres singles Colla et GM. En 1999, Prozac+ se met en pause, interrompue par six concerts en Espagne. 
En 2000, ils publient leur troisième album, 3Prozac+, qui est un moins bon succès que ses prédécesseurs. En 2002 sort leur quatrième album, Miodio. Le 9 mars 2007 sort la compilation The Best Platinum Collection, contenant 22 morceaux du groupe, publiée par EMI Music. 
À l'occasion du 20e anniversaire d'Acido Acida, le groupe se reforme pour deux concerts : le premier a lieu au Magnolia de Milan le 26 mai 2018 et le second à Trévise le 31 août 2018. La bassiste Elisabetta Imelio décède le 29 février 2020 à l'âge de 44 ans après une longue bataille contre le cancer du sein.
Le 29 mai 2024, Metallica joue une reprise d'Acida lors d'un de ses concerts à Milan.

## Discographie
- 1996 : Testa plastica
- 1998 : Acidoacida
- 2000 : 3Prozac+
- 2002 : Miodio
- 2004 : Gioia nera
- 2007 : Best of Platinum